# Smekkleysa
Pour les articles homonymes, voir Bad Taste (homonymie).
Smekkleysa, connu sous le nom Bad Taste dans les pays anglophones et  divers pays, est un des plus importants labels discographiques islandais créé en 1986.
Smekkleysa a entre autres produit les trois premiers albums studio du groupe Sigur Rós.

## Discographie
- 1990 : Gling-Gló - Björk et le Tríó Guðmundar Ingólfssonar (en)
- 1997 : Von - Sigur Rós
- 1999 : Ágætis byrjun - Sigur Rós
- 2002 : ( ) - Sigur Rós